# Copa Libertadores 1969
W dziesiątej edycji Copa Libertadores udział wzięło 17 klubów reprezentujących wszystkie kraje zrzeszone w CONMEBOL oprócz Brazylii. Również reprezentanci Argentyny, poza obrońcą tytułu Estudiantes La Plata, nie wzięli udziału w turnieju.
Każde z pozostałych 8 państw wystawiło po 2 kluby, a ponadto do półfinału bez gry awansował obrońca tytułu. Zwycięzcą został argentyński klub Estudiantes La Plata, który pokonał w finale urugwajski klub Club Nacional de Football.
W pierwszym etapie uczestnicy podzieleni zostali na 4 grupy po 4 kluby – z każdej grupy do następnej rundy awansowały dwa kluby. W grupie drugiej (kluby z Chile i Peru) wszystkie drużyny zdobyły jednakową liczbę punktów i konieczna była dodatkowa rozgrywka.
W następnej, ćwierćfinałowej rundzie, 8 klubów podzielono na 3 grupy - pierwsza i druga liczyła 3 drużyny, a trzecia 2 drużyny. Do półfinału awansowali zwycięzcy grup oraz obrońca tytułu Estudiantes La Plata.
W półfinale grano systemem przegrywający odpada, przy czym liczyła się głównie różnica punktów. Jeśli oba kluby zdobyły w dwumeczu taką samą liczbę punktów, rozgrywano mecz dodatkowy. Jeśli pomimo dogrywki stan pojedynku wciąż był remisowy, o awansie do finału decydowała liczba zdobytych bramek.
Dzięki absencji klubów z Argentyny i Brazylii aż do półfinału dotarł chilijski klub CD Universidad Católica. Do półfinału dotarły oba kluby urugwajskie – Club Nacional de Football i CA Peñarol.

## 1/8 finału

### Grupa 1Kolumbia,Wenezuela
| 23.02 Unión Magdalena – Deportivo Cali 2:2 - Raúl Peñaranda, Molina – Miguel Loayza, Iroldo                    |
| 23.02 Italia Caracas – Canarias Caracas 2:0 - M.Mateo, Agostino Nitti                                          |
| 26.02 Canarias Caracas – Deportivo Cali 1:1 - Vicente – Miguel Loayza                                          |
| 01.03 Italia Caracas – Deportivo Cali 2:1 - M.Mateo (2) – Oscar Mario Desiderio                                |
| 02.03 Canarias Caracas – Unión Magdalena 1:0 - José Angel                                                      |
| 05.03 Italia Caracas – Unión Magdalena 2:0 - Maravic, Agostino Nitti                                           |
| 09.03 Canarias Caracas – Italia Caracas 1:1 - José Angel – Maravic                                             |
| 09.03 Deportivo Cali – Unión Magdalena 3:1 - Miguel Loayza (2), Jorge Ramírez Gallego – José del Carmen Arango |
| 13.03 Deportivo Cali – Italia Caracas 3:0 - Juan Carlos Lallana (2), Miguel Loayza                             |
| 13.03 Unión Magdalena – Canarias Caracas 1:0 - Raúl Peñaranda                                                  |
| 16.03 Unión Magdalena – Italia Caracas 3:0 - Efraín Padilla, Eugenio Samaniego, Raúl Peñaranda                 |
| 16.03 Deportivo Cali – Canarias Caracas 2:0 - Jorge Ramírez Gallego, Miguel Loayza                             |

| Klub             | Mecze | Zw | Rem | Por | Pkt | BrZd | BrStr |
| ---------------- | ----- | -- | --- | --- | --- | ---- | ----- |
| Deportivo Cali   | 6     | 3  | 2   | 1   | 8   | 12   | 6     |
| Italia Caracas   | 6     | 3  | 1   | 2   | 7   | 7    | 8     |
| Unión Magdalena  | 6     | 2  | 1   | 3   | 5   | 7    | 8     |
| Canarias Caracas | 6     | 1  | 2   | 3   | 4   | 3    | 7     |

### Grupa 2Chile,Peru
| 26.02 Club Sporting Cristal – Juan Aurich Chiclayo 3:3 - Castrillón s, Alberto Gallardo, González - Merino (2), Vallejo                          |
| 26.02 CD Universidad Católica – Santiago Wanderers 1:3 - Néstor Isella – Alberto Ferrero, Luis Acevedo, Osorio                                   |
| 01.03 Juan Aurich Chiclayo – CD Universidad Católica 2:4 - Obregoso, Reyes – Sergio Messén (3), Juan Carlos Sarnari                              |
| 01.03 Club Sporting Cristal – Santiago Wanderers 2:1 - Alberto Gallardo, F. González - Osorio                                                    |
| 03.03 Club Sporting Cristal – CD Universidad Católica 2:0 - Eloy Campos, Carlos González Pajuelo                                                 |
| 03.03 Juan Aurich Chiclayo – Santiago Wanderers 3:1 - Obregoso (2), Mosquera - Alvarez                                                           |
| 06.03 Juan Aurich Chiclayo – Club Sporting Cristal 2:2 - Merino, Reyes - F. González (2)                                                         |
| 06.03 Santiago Wanderers – CD Universidad Católica 2:3 - Mario Griguol, Alberto Ferrero – Esteban Varas, Juan Carlos Sarnari, Alberto Fouillioux |
| 11.03 CD Universidad Católica – Juan Aurich Chiclayo 1:2 - Néstor Isella – Castrillón, Benítez                                                   |
| 11.03 Santiago Wanderers – Club Sporting Cristal 2:0 - Alberto Ferrero, Mario Griguol                                                            |
| 13.03 CD Universidad Católica – Club Sporting Cristal 3:2 - Juan Carlos Sarnari, Delem, Néstor Isella – F. González, Mario Aquije                |
| 13.03 Santiago Wanderers – Juan Aurich Chiclayo 4:1 - Alberto Ferrero (2), Mario Griguol, Elvio Porcel de Peralta – Obregoso                     |

| Klub                    | Mecze | Zw | Rem | Por | Pkt | BrZd | BrStr |
| ----------------------- | ----- | -- | --- | --- | --- | ---- | ----- |
| Santiago Wanderers      | 6     | 3  | 0   | 3   | 6   | 13   | 10    |
| Club Sporting Cristal   | 6     | 2  | 2   | 2   | 6   | 11   | 11    |
| CD Universidad Católica | 6     | 3  | 0   | 3   | 6   | 12   | 13    |
| Juan Aurich Chiclayo    | 6     | 2  | 2   | 2   | 6   | 13   | 15    |

- Ponieważ wszystkie zespoły uzyskały jednakową liczbę punktów, rozegrano turniej barażowy w taki sposób, by każdy z zespołów rozegrał jeden mecz u siebie.

| 18.03 Santiago Wanderers – Club Sporting Cristal 1:1 - Alberto Ferrero – Alberto Gallardo                                           |
| 18.03 CD Universidad Católica – Juan Aurich Chiclayo 4:1 - Sergio Messén, Esteban Varas, Néstor Isella, Alberto Fouillioux – Merino |
| 20.03 Club Sporting Cristal – CD Universidad Católica 1:2 - Mario Aquije – Juan Barrales, Juan Carlos Sarnari                       |
| 20.03 Juan Aurich Chiclayo – Santiago Wanderers 0:1 - Leiva                                                                         |

| Klub                    | Mecze | Zw | Rem | Por | Pkt | BrZd | BrStr |
| ----------------------- | ----- | -- | --- | --- | --- | ---- | ----- |
| CD Universidad Católica | 2     | 2  | 0   | 0   | 4   | 6    | 2     |
| Santiago Wanderers      | 2     | 1  | 1   | 0   | 3   | 2    | 1     |
| Club Sporting Cristal   | 2     | 0  | 1   | 1   | 1   | 2    | 3     |
| Juan Aurich Chiclayo    | 2     | 0  | 0   | 2   | 0   | 1    | 5     |

### Grupa 3Boliwia,Paragwaj
| 31.01 Cerro Porteño – Club Olimpia 4:1 - Severiano Irala (2), Celino Mora, Miguel Ángel Sosa – Gerardo Laterza                                                  |
| 02.02 Club Bolívar – Lítoral Cochabamba 1:0 - Sciacia |
| 09.02 Lítoral Cochabamba – Club Olimpia 0:3 - Leoncio Cibils, Américo Godoy, Julio Gómez                                                                        |
| 09.02 Club Bolívar – Cerro Porteño 2:1 - Coutinho, Justiniano Enciso s – Miguel Ángel Sosa                                                                      |
| 13.02 Lítoral Cochabamba – Cerro Porteño 0:1 - Severiano Irala                                                                                                  |
| 13.02 Club Bolívar – Club Olimpia 1:1 - Sciacia – Apolinar Paniagua                                                                                             |
| 22.02 Lítoral Cochabamba – Club Bolívar 1:1 - Camacho - Coutinho                                                                                                |
| 23.02 Club Olimpia – Cerro Porteño 1:2 - Apolinar Paniagua – Celino Mora, Saturnino Arrúa                                                                       |
| 02.03 Cerro Porteño – Club Bolívar 1:1 - Celino Mora – Coutinho                                                                                                 |
| 07.03 Club Olimpia – Club Bolívar 4:0 - Leoncio Cibils, Julio Gómez, Gerardo Laterza, Américo Godoy                                                             |
| 09.03 Cerro Porteño – Lítoral Cochabamba 6:0 - Adalberto Escobar, Severiano Irala, Celino Mora, César Mario Jacquet, Saturnino Arrúa, Faustino Valentín Mendoza |
| 13.03 Club Olimpia – Lítoral Cochabamba 2:0 - Leoncio Cibils, Américo Godoy                                                                                     |

- Z powodu równej liczby punktów rozegrano mecz dodatkowy

| 18.03 Club Olimpia – Club Bolívar 2:1 (dog) - Lorenzo Jiménez, Américo Godoy – Ramiro Blacutt |

| Klub               | Mecze | Zw | Rem | Por | Pkt | BrZd | BrStr |
| ------------------ | ----- | -- | --- | --- | --- | ---- | ----- |
| Cerro Porteño      | 6     | 4  | 1   | 1   | 9   | 15   | 5     |
| Club Olimpia       | 6     | 3  | 1   | 2   | 7   | 12   | 7     |
| Club Bolívar       | 6     | 2  | 3   | 1   | 7   | 6    | 8     |
| Lítoral Cochabamba | 6     | 0  | 1   | 5   | 1   | 1    | 14    |

### Grupa 4Ekwador,Urugwaj
| 23.02 CA Peñarol – Club Nacional de Football 1:1 - Pedro Virgilio Rocha – Ignacio Prieto                                                                               |
| 23.02 Deportivo Quito – Barcelona SC 1:0 - Oscar Barreto |
| 26.02 Deportivo Quito – Club Nacional de Football 0:0 |
| 26.02 Barcelona SC – CA Peñarol 0:2 - Ermindo Onega, Alberto Spencer                                                                                                   |
| 02.03 Deportivo Quito – CA Peñarol 1:1 - Oscar Barreto – Pedro Virgilio Rocha                                                                                          |
| 02.03 Barcelona SC – Club Nacional de Football 1:1 - Mario Espinoza – Ignacio Prieto                                                                                   |
| 09.03 Club Nacional de Football – CA Peñarol 2:2 - Luis Cubilla, Julio César Morales – Juan Víctor Joya (2)                                                            |
| 09.03 Barcelona SC – Deportivo Quito 0:0 |
| 12.03 CA Peñarol – Deportivo Quito 5:2 - Néstor Gonçalves, Roberto Matosas, Ermindo Onega, Pablo Forlán, Julio César Cortés – Víctor Manuel Battaini, Elías Figueroa s |
| 13.03 Club Nacional de Football – Barcelona SC 2:0 - Luis Cubilla, Ignacio Prieto                                                                                      |
| 15.03 CA Peñarol – Barcelona SC 5:2 - Ermindo Onega (2), Milton Viera, Héctor Silva, Julio César Cortés – Mario Espinoza, Washington Muñoz                             |
| 16.03 Club Nacional de Football – Deportivo Quito 4:0 - Julio Montero Castillo, García, Ildo Maneiro, Julio César Morales                                              |

| Klub                      | Mecze | Zw | Rem | Por | Pkt | BrZd | BrStr |
| ------------------------- | ----- | -- | --- | --- | --- | ---- | ----- |
| CA Peñarol                | 6     | 3  | 3   | 0   | 9   | 16   | 8     |
| Club Nacional de Football | 6     | 2  | 4   | 0   | 8   | 10   | 4     |
| Deportivo Quito           | 6     | 1  | 3   | 2   | 5   | 4    | 10    |
| Barcelona SC              | 6     | 0  | 2   | 4   | 2   | 3    | 11    |

## 1/4 finału

### Grupa 1
| 27.03 Italia Caracas – Cerro Porteño 0:0                                                           |
| 31.03 Cerro Porteño – Italia Caracas 1:0 - Severiano Irala                                         |
| 04.04 CD Universidad Católica – Italia Caracas 4:0 - Néstor Isella (2), Mario Livingstone, Marín s |
| 08.04 CD Universidad Católica – Cerro Porteño 1:0 - Néstor Isella                                  |
| 15.04 Italia Caracas – CD Universidad Católica 3:2 - Adair (2), Alvez – Esteban Varas, A. Díaz     |
| 18.04 Cerro Porteño – CD Universidad Católica 0:0                                                  |

| Klub                    | Mecze | Zw | Rem | Por | Pkt | BrZd | BrStr |
| ----------------------- | ----- | -- | --- | --- | --- | ---- | ----- |
| CD Universidad Católica | 4     | 2  | 1   | 1   | 5   | 7    | 3     |
| Cerro Porteño           | 4     | 1  | 2   | 1   | 4   | 1    | 1     |
| Italia Caracas          | 4     | 1  | 1   | 2   | 3   | 3    | 7     |

### Grupa 2
| 27.03 Santiago Wanderers – Club Nacional de Football 1:1 - Alberto Ferrero – Julio César Morales                                             |
| 02.04 Deportivo Cali – Club Nacional de Football 1:5 - Oscar Mario Desiderio – Célio (2), Ignacio Prieto, Julio César Morales, Ruben Techera |
| 06.04 Deportivo Cali – Santiago Wanderers 5:1 - Miguel Loayza (2), Iroldo, Carlos Samboni, Leiva s – Alberto Ferrero                         |
| 09.04 Club Nacional de Football – Santiago Wanderers 2:0 - Ignacio Prieto (2)                                                                |
| 13.04 Club Nacional de Football – Deportivo Cali 2:0 - Julio César Morales, Célio                                                            |
| 16.04 Santiago Wanderers – Deportivo Cali 3:3 - Reinaldo Hoffman, Alberto Ferrero, López s – Iroldo (2), Juan Carlos Lallana                 |

| Klub                      | Mecze | Zw | Rem | Por | Pkt | BrZd | BrStr |
| ------------------------- | ----- | -- | --- | --- | --- | ---- | ----- |
| Club Nacional de Football | 4     | 3  | 1   | 0   | 7   | 10   | 2     |
| Deportivo Cali            | 4     | 1  | 1   | 2   | 3   | 9    | 11    |
| Santiago Wanderers        | 4     | 0  | 2   | 2   | 2   | 5    | 11    |

### Grupa 3
| 30.03 CA Peñarol – Club Olimpia 1:1 - Ermindo Onega – Leoncio Cibils |
| 07.04 Club Olimpia – CA Peñarol 0:1 - Alberto Spencer                |

| Klub         | Mecze | Zw | Rem | Por | Pkt | BrZd | BrStr |
| ------------ | ----- | -- | --- | --- | --- | ---- | ----- |
| CA Peñarol   | 2     | 1  | 1   | 0   | 3   | 2    | 1     |
| Club Olimpia | 2     | 0  | 1   | 1   | 1   | 1    | 2     |

### Obrońca tytułu
| Estudiantes La Plata jako obrońca tytułu awansował do 1/2 finału bez gry. |

## 1/2 finału
| CD Universidad Católica – Estudiantes La Plata 1:3 i 1:3 1 01.05 1969 Juan Carlos Sarnari – Marcos Conigliaro, Christian Rudzki, Néstor Togneri 2 07.05 1969 Sergio Messén – Juan Ramón Verón, Eduardo Flores, Leopoldo Vallejos s    |
| Club Nacional de Football – CA Peñarol 2:0 i 0:1, dod. 0:0 (dog) 1 26.04 1969 Ildo Maneiro, Juan Martín Mujica 2 30.04 1969 Alberto Spencer 3 04.05 1969 - Nacional awansował do finału dzięki lepszemu łącznemu bilansowi bramkowemu |

## FINAŁ
| Club Nacional de Football – Estudiantes La Plata 0:1 i 0:2 |
| 15 maja 1969 Montevideo Estadio Centenario (65 000) Club Nacional de Football – Estudiantes La Plata 0:1 (0:0) Sędzia: Daniel Massaro (Chile) Bramki: 0:1 Eduardo Flores 66 Club Nacional de Football: Manga – Atilio Ancheta, Emilio Álvarez, Luis Ubiña, Julio Montero Castillo, Juan Martín Mújica, Ignacio Prieto, Ildo Maneiro (Víctor Espárrago), Luis Cubilla, Célio, Julio César Morales. Club Estudiantes de La Plata: Alberto Poletti – Néstor Togneri, Ramón Alberto Aguirre Suárez, Raúl Horacio Madero, Oscar Miguel Malbernat, Carlos Bilardo, Carlos Pachamé, Eduardo Flores, Christian Rudzki (Felipe Ribaudo), Marcos Conigliaro, Juan Ramón Verón.              |
| 22 maja 1969 La Plata Estadio La Plata (55 000) Estudiantes La Plata – Club Nacional de Football 2:0 (2:0) Sędzia: Javier Delgado (Kolumbia) Bramki: 1:0 Eduardo Flores 22, 2:0 Marcos Conigliaro 37 Club Estudiantes de La Plata: Alberto Poletti – Néstor Togneri, Ramón Alberto Aguirre Suárez, Raúl Horacio Madero, Oscar Miguel Malbernat, Carlos Bilardo, Carlos Pachamé, Eduardo Flores, Christian Rudzki, Marcos Conigliaro, Juan Ramón Verón. Club Nacional de Football: Manga – Luis Ubiña, Atilio Ancheta, Emilio Álvarez, Juan Martín Mújica, Julio Montero Castillo, Ignacio Prieto, Víctor Espárrago, Luis Cubilla, Garcia (Alcides Silveira), Julio César Morales. |

## Klasyfikacja
Poniższa tabela ma charakter statystyczny. O kolejności decyduje na pierwszym miejscu osiągnięty etap rozgrywek, a dopiero potem dorobek bramkowo-punktowy. W przypadku klubów, które odpadły w rozgrywkach grupowych o kolejności decyduje najpierw miejsce w tabeli grupy, a dopiero potem liczba zdobytych punktów i bilans bramkowy.
| Poz                                                                     | Klub                      | Mecze | Zw | Rem | Por | Pkt | BrZd | BrStr |
| ----------------------------------------------------------------------- | ------------------------- | ----- | -- | --- | --- | --- | ---- | ----- |
| 1                                                                       | Estudiantes La Plata      | 4     | 4  | 0   | 0   | 8   | 9    | 2     |
| 2                                                                       | Club Nacional de Football | 15    | 6  | 6   | 3   | 18  | 22   | 10    |
| 3                                                                       | CA Peñarol                | 11    | 5  | 5   | 1   | 15  | 19   | 11    |
| 4                                                                       | CD Universidad Católica   | 14    | 7  | 1   | 6   | 15  | 27   | 24    |
| 5                                                                       | Cerro Porteño             | 10    | 5  | 3   | 2   | 13  | 16   | 6     |
| 6                                                                       | Deportivo Cali            | 10    | 4  | 3   | 3   | 11  | 21   | 17    |
| 7                                                                       | Club Olimpia              | 9     | 4  | 2   | 3   | 10  | 15   | 10    |
| 8                                                                       | Santiago Wanderers        | 12    | 4  | 3   | 5   | 11  | 20   | 22    |
| 9                                                                       | Italia Caracas            | 10    | 4  | 2   | 4   | 10  | 10   | 15    |
| 10                                                                      | Club Sporting Cristal     | 8     | 2  | 3   | 3   | 7   | 13   | 14    |
| 11                                                                      | Club Bolívar              | 7     | 2  | 3   | 2   | 7   | 7    | 10    |
| 12                                                                      | Unión Magdalena           | 6     | 2  | 1   | 3   | 5   | 7    | 8     |
| 13                                                                      | Deportivo Quito           | 6     | 1  | 3   | 2   | 5   | 4    | 10    |
| 14                                                                      | Juan Aurich Chiclayo      | 8     | 2  | 2   | 4   | 6   | 14   | 20    |
| 15                                                                      | Canarias Caracas          | 6     | 1  | 2   | 3   | 4   | 3    | 7     |
| 16                                                                      | Barcelona SC              | 6     | 0  | 2   | 4   | 2   | 3    | 11    |
| 17                                                                      | Lítoral Cochabamba        | 6     | 0  | 1   | 5   | 1   | 1    | 14    |
| Podsumowanie: 74 mecze, w tym 21 remisów, 211 bramek - 2.85 bramki/mecz |                           |       |    |     |     |     |      |       |